# Toke

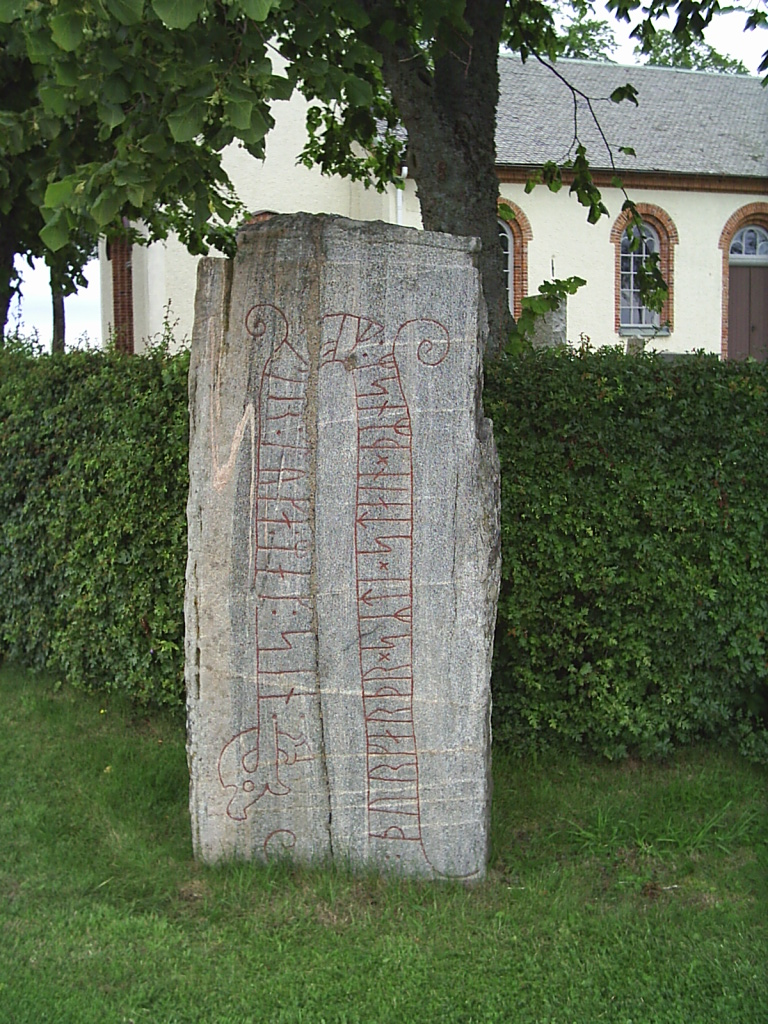
Salstenen, med runinskriften "Torgård satte denna sten efter Toke, sin frände".

Toke är ett mansnamn. Toke var ett vanligt vikinganamn, men 2014 var det bara 20 män i Sverige som bar namnet. Endast sex män bar det då som tilltalsnamn.
Mer vanligt är namnet Tyko (Tycho, Tycko), som antas vara en latinisering av det medeltida namnet Tyke (den danska och sydsvenska formen var Tyge), i sin tur sidoformer av namnet Toke. Namnet kan vara en sammandragning av det längre Torkel.
Toke nämns på ett flertal runstenar, bland annat Hällestadstenen 1 och 3, Sjörupstenen, Västra Nöbbelövstenen och Salstenen.
Frans G. Bengtsson låter i romanen Röde Orm Orms bäste vän heta Toke Grågullesson. Han beskrivs som stark och fruktad i envig, men också känslosam, som i den ofta citerade skildringen av julgillet:
Men när blodkorven kom, fingo de tårar i ögonen båda, och det tycktes dem att de aldrig fått ett ordentligt mål mat alltsedan de seglat ut med Krok.
- Den lukten är bäst av allt, sa Orm stilla.
- Det är timjan i, sade Toke med bruten röst.

## Personer med namnet Toke
- Toke Gormsen, född 900-talet, bror till Harald Blåtand.
- Toke Palnatoke Palnesen, född 900-talet, dansk viking.
- Toke Skjalmsen, född 1145, skånsk storman.
- Toke Lund Christiansen, född 1947, dansk flöjtist och dirigent.
- Toke Skjønnemand, dansk gitarrist.